# Guia Gourmand
La Guia Elecció Gourmand de restaurants i hotels de Catalunya i Andorra i d'altres llocs d'interès, coneguda popularment com la Guia Gourmand, es una guia que recull i comenta mes de 650 restaurants i hotels de Catalunya, Andorra, altres comunitats autònomes d'Espanya, la Costa Blava, la Provença i Mònaco. Va ser fundada a Tarragona el 1992 i el 2019 va realitzar la seva 28a edició. Anualment atorga premis al millor restaurant i hotel de l'any. El 2008 va començar a editar-se per primera vegada en català per part d'Arola Editors. El 2010 es van realitzar 5.000 exemplars en català i 1.000 més en castellà.